# 利斯莫爾 (明尼蘇達州)
利斯莫爾（英語：Lismore）是一個位於美國明尼蘇達州諾布爾斯縣的城市。

## 人口

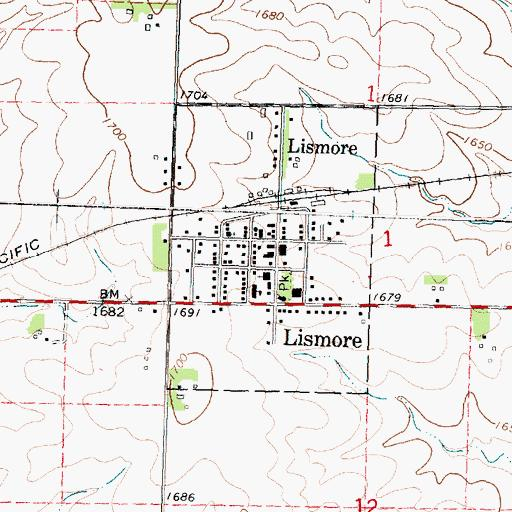
利斯莫爾的地形圖

根據2020年美國人口普查的數據，利斯莫爾的面積為0.90平方千米，皆為陸地。當地共有人口202人，而人口密度為每平方千米224人。